# The Da Vinci Code (video-igra)
Da Vinci Code („Da Vinčijev kod“) je igra za PlayStation 2, Xbox i PC bazirana na istoimenom romanu Dena Brauna. Igra nema sličnosti sa filmom, pa likovi ne izgledaju kao njihovi dvojnici na filmu. 

## Pregled
je akcijska/avantura igra u trećem licu. Priča je kao i u knjizi, a ne u filmu, ali igrač posećuje i neke lokacije koje nisu bile ni u filmu, ni u knjizi. 
Cilj igre (kao i u knjizi i filmu) je pronalazak Svetog Grala. Da bi postigao cilj, igrač mora uspešno rešiti zagonetke, anagrame i ostale trikove i uz to poraziti AI. Postoje mnoge fizičke i intelektualne zagonetke koje morate rešiti pre nego što postignete cilj.

## Likovi
- Robert LangdonProfesor sa Harvarda koji predaje simbologiju. Ali, kada je otkrio telo Žaka Sonijera (Jacques Sauniere) ostavlja posao i ulazi u svet opasnosti i tajni. On je jedan od likova s kojim možete igrati.

- Sofi NeveSofi Neve radi u francuskoj policiji na odeljenju kriptografije. Navodno je unuka Žaka Sonijera (što se pokazuje kao neistina), i obraća se Robertu Langdonu da joj pomogne da otkrije uzrok brutalnog ubistva njenog „dede“.

- SilasUbica od vrlo rane mladosti, Silasa hapsi policija i trpa u zatvor. Kada je oslobođen, Manuel Aringarosa ga prima u Opus dei. Od tada je njegov cilj da uništi ono što je Sionski prioritet čuvao vekovima. Od njega morate bežati u igri.

## Zanimljivosti
- U igri se organizacija naziva Manus dei, a ne Opus dei iz razloga što nisu hteli sukobe s organizacijom.
- Poruka na Mona Lizi nije So Dark The Con Of Man kao i i u knjizi i filmu.
- Za razliku od filma koji nakon tajne Mona Lize upućuje likove na Madonu na steni nego na sliku Svetog Jovana Krstitelja koji se nalazi između Bahusa i anđela Urijela.
- U slici nisu našli ključ nego prsten.

## Spoljašnje veze
- Zvanični veb sajt Архивирано на веб-сајту  (14. јун 2006)
- The Da Vinci Code na
- Zvanični trejler igre[мртва веза] na